# Seznam olympijských medailistů ve sportovní gymnastice
Toto je seznam olympijských medailistů ve sportovní gymnastice na letních olympijských hrách.

## Víceboj
| Rok      | Zlato                                         | Stříbro                                     | Bronz                                       |
| -------- | --------------------------------------------- | ------------------------------------------- | ------------------------------------------- |
| LOH 1900 | Gustave Sandras · Francie (FRA)               | Noël Bas · Francie (FRA)                    | Lucien Démanet · Francie (FRA)              |
| LOH 1904 | Julius Lenhart · Spojené státy americké (USA) | Wilhelm Weber · Německo (GER)               | Adolf Spinnler · Švýcarsko (SUI)            |
| LOH 1908 | Alberto Braglia · Itálie (ITA)                | Walter Tysall · Velká Británie (GBR)        | Louis Ségura · Francie (FRA)                |
| LOH 1912 | Alberto Braglia · Itálie (ITA)                | Louis Ségura · Francie (FRA)                | Adolfo Tunesi · Itálie (ITA)                |
| LOH 1920 | Giorgio Zampori · Itálie (ITA)                | Marco Torrès · Francie (FRA)                | Jean Gounot · Francie (FRA)                 |
| LOH 1924 | Leon Štukelj · Jugoslávie (YUG)               | Robert Pražák · Československo (TCH)        | Bedřich Šupčík · Československo (TCH)       |
| LOH 1928 | Georges Miez · Švýcarsko (SUI)                | Hermann Hänggi · Švýcarsko (SUI)            | Leon Štukelj · Jugoslávie (YUG)             |
| LOH 1932 | Romeo Neri · Itálie (ITA)                     | István Pelle · Maďarsko (HUN)               | Heikki Savolainen · Finsko (FIN)            |
| LOH 1936 | Alfred Schwarzmann · Německo (GER)            | Eugen Mack · Švýcarsko (SUI)                | Konrad Frey · Německo (GER)                 |
| LOH 1948 | Veikko Huhtanen · Finsko (FIN)                | Walter Lehmann · Švýcarsko (SUI)            | Paavo Aaltonen · Finsko (FIN)               |
| LOH 1952 | Viktor Čukarin · Sovětský svaz (URS)          | Hrant Šahinjan · Sovětský svaz (URS)        | Josef Stalder · Švýcarsko (SUI)             |
| LOH 1956 | Viktor Čukarin · Sovětský svaz (URS)          | Takaši Ono · Japonsko (JPN)                 | Jurij Titov · Sovětský svaz (URS)           |
| LOH 1960 | Boris Šachlin · Sovětský svaz (URS)           | Takaši Ono · Japonsko (JPN)                 | Jurij Titov · Sovětský svaz (URS)           |
| LOH 1964 | Jukio Endó · Japonsko (JPN)                   | Viktor Lisitsky · Sovětský svaz (URS)       | nebyla udělena                              |
| LOH 1964 | Jukio Endó · Japonsko (JPN)                   | Boris Šachlin · Sovětský svaz (URS)         | nebyla udělena                              |
| LOH 1964 | Jukio Endó · Japonsko (JPN)                   | Šúdži Curumi · Japonsko (JPN)               | nebyla udělena                              |
| LOH 1968 | Sawao Kató · Japonsko (JPN)                   | Michail Voronin · Sovětský svaz (URS)       | Akinori Nakajama · Japonsko (JPN)           |
| LOH 1972 | Sawao Kató · Japonsko (JPN)                   | Eizó Kenmocu · Japonsko (JPN)               | Akinori Nakajama · Japonsko (JPN)           |
| LOH 1976 | Nikolaj Andrianov · Sovětský svaz (URS)       | Sawao Kató · Japonsko (JPN)                 | Micuo Cukahara · Japonsko (JPN)             |
| LOH 1980 | Alexandr Diťatin · Sovětský svaz (URS)        | Nikolaj Andrianov · Sovětský svaz (URS)     | Stojan Delčev · Bulharsko (BUL)             |
| LOH 1984 | Kódži Gušiken · Japonsko (JPN)                | Peter Vidmar · Spojené státy americké (USA) | Li Ning · Čína (CHN)                        |
| LOH 1988 | Vladimir Arťomov · Sovětský svaz (URS)        | Valerij Ljukin · Sovětský svaz (URS)        | Dmitrij Bilozerčev · Sovětský svaz (URS)    |
| LOH 1992 | Vitalij Ščerbo · Sjednocený tým (EUN)         | Grigory Misutin · Sjednocený tým (EUN)      | Valery Belenky · Sjednocený tým (EUN)       |
| LOH 1996 | Li Siao-šuang · Čína (CHN)                    | Alexej Němov · Rusko (RUS)                  | Vitalij Ščerbo · Bělorusko (BLR)            |
| LOH 2000 | Alexej Němov · Rusko (RUS)                    | Jang Wej · Čína (CHN)                       | Oleksandr Beresh · Ukrajina (UKR)           |
| LOH 2004 | Paul Hamm · Spojené státy americké (USA)      | Kim Dae-Eun · Jižní Korea (KOR)             | Yang Tae-Young · Jižní Korea (KOR)          |
| LOH 2008 | Jang Wej · Čína (CHN)                         | Kóhei Učimura · Japonsko (JPN)              | Benoît Caranobe · Francie (FRA)             |
| LOH 2012 | Kóhei Učimura · Japonsko (JPN)                | Marcel Nguyen · Německo (GER)               | Danell Leyva · Spojené státy americké (USA) |
| LOH 2016 | Kóhei Učimura · Japonsko (JPN)                | Oleh Verňajev · Ukrajina (UKR)              | Max Whitlock · Velká Británie (GBR)         |
| LOH 2020 | Daiki Hašimoto · Japonsko (JPN)               | Xiao Ruoteng · Čína (CHN)                   | Nikita Nagorny · Sportovci ROV (ROC)        |
| LOH 2024 | Šinnosuke Oka · Japonsko (JPN)                | Čang Po-cheng · Čína (CHN)                  | Siao Žuo-tcheng · Čína (CHN)                |

## Hrazda
| Rok       | Zlato                                        | Stříbro                                        | Bronz                                                  |
| --------- | -------------------------------------------- | ---------------------------------------------- | ------------------------------------------------------ |
| LOH 1896  | Hermann Weingärtner · Německo (GER)          | Alfred Flatow · Německo (GER)                  | nebyla udělena                                         |
| LOH 1900  | nebylo na programu LOH                       | nebylo na programu LOH                         | nebylo na programu LOH                                 |
| LOH 1904  | Anton Heida · Spojené státy americké (USA)   | nebyla udělena                                 | George Eyser · Spojené státy americké (USA)            |
| LOH 1904  | Edward Hennig · Spojené státy americké (USA) | nebyla udělena                                 | George Eyser · Spojené státy americké (USA)            |
| 1908–1920 | nebylo na programu LOH                       | nebylo na programu LOH                         | nebylo na programu LOH                                 |
| LOH 1924  | Leon Štukelj · Jugoslávie (YUG)              | Jean Gutweninger · Švýcarsko (SUI)             | André Higelin · Francie (FRA)                          |
| LOH 1928  | Georges Miez · Švýcarsko (SUI)               | Romeo Neri · Itálie (ITA)                      | Eugen Mack · Švýcarsko (SUI)                           |
| LOH 1932  | Dallas Bixler · Spojené státy americké (USA) | Heikki Savolainen · Finsko (FIN)               | Einari Teräsvirta · Finsko (FIN)                       |
| LOH 1936  | Aleksanteri Saarvala · Finsko (FIN)          | Konrad Frey · Německo (GER)                    | Alfred Schwarzmann · Německo (GER)                     |
| LOH 1948  | Josef Stalder · Švýcarsko (SUI)              | Walter Lehmann · Švýcarsko (SUI)               | Veikko Huhtanen · Finsko (FIN)                         |
| LOH 1952  | Jack Günthard · Švýcarsko (SUI)              | Alfred Schwarzmann · Německo (GER)             | nebyla udělena                                         |
| LOH 1952  | Jack Günthard · Švýcarsko (SUI)              | Josef Stalder · Švýcarsko (SUI)                | nebyla udělena                                         |
| LOH 1956  | Takaši Ono · Japonsko (JPN)                  | Jurij Titov · Sovětský svaz (URS)              | Masao Takemoto · Japonsko (JPN)                        |
| LOH 1960  | Takaši Ono · Japonsko (JPN)                  | Masao Takemoto · Japonsko (JPN)                | Boris Šachlin · Sovětský svaz (URS)                    |
| LOH 1964  | Boris Šachlin · Sovětský svaz (URS)          | Jurij Titov · Sovětský svaz (URS)              | Miroslav Cerar · Jugoslávie (YUG)                      |
| LOH 1968  | Akinori Nakajama · Japonsko (JPN)            | nebyla udělena                                 | Eizo Kenmotsu · Japonsko (JPN)                         |
| LOH 1968  | Michail Voronin · Sovětský svaz (URS)        | nebyla udělena                                 | Eizo Kenmotsu · Japonsko (JPN)                         |
| LOH 1972  | Micuo Cukahara · Japonsko (JPN)              | Sawao Kató · Japonsko (JPN)                    | Shigeru Kasamatsu · Japonsko (JPN)                     |
| LOH 1976  | Micuo Cukahara · Japonsko (JPN)              | Eizo Kenmotsu · Japonsko (JPN)                 | Eberhard Gienger · Západní Německo (FRG)               |
| LOH 1980  | Stojan Delčev · Bulharsko (BUL)              | Alexandr Diťatin · Sovětský svaz (URS)         | Nikolaj Andrianov · Sovětský svaz (URS)                |
| LOH 1984  | Shinji Morisue · Japonsko (JPN)              | Tong Fei · Čína (CHN)                          | Koji Gushiken · Japonsko (JPN)                         |
| LOH 1988  | Vladimir Arťomov · Sovětský svaz (URS)       | nebyla udělena                                 | Holger Behrendt · Německá demokratická republika (GDR) |
| LOH 1988  | Valeri Liukin · Sovětský svaz (URS)          | nebyla udělena                                 | Marius Gherman · Rumunsko (ROU)                        |
| LOH 1992  | Trent Dimas · Spojené státy americké (USA)   | Grigory Misutin · Sjednocený tým (EUN)         | nebyla udělena                                         |
| LOH 1992  | Trent Dimas · Spojené státy americké (USA)   | Andreas Wecker · Německo (GER)                 | nebyla udělena                                         |
| LOH 1996  | Andreas Wecker · Německo (GER)               | Krasimir Dunev · Bulharsko (BUL)               | Fan Bin · Čína (CHN)                                   |
| LOH 1996  | Andreas Wecker · Německo (GER)               | Krasimir Dunev · Bulharsko (BUL)               | Alexej Němov · Rusko (RUS)                             |
| LOH 1996  | Andreas Wecker · Německo (GER)               | Krasimir Dunev · Bulharsko (BUL)               | Vitalij Ščerbo · Bělorusko (BLR)                       |
| LOH 2000  | Alexej Němov · Rusko (RUS)                   | Benjamin Varonian · Francie (FRA)              | Lee Joo-Hyung · Jižní Korea (KOR)                      |
| LOH 2004  | Igor Cassina · Itálie (ITA)                  | Paul Hamm · Spojené státy americké (USA)       | Isao Yoneda · Japonsko (JPN)                           |
| LOH 2008  | Cou Kchaj · Čína (CHN)                       | Jonathan Horton · Spojené státy americké (USA) | Fabian Hambuechen · Německo (GER)                      |
| LOH 2012  | Epke Zonderland · Nizozemsko (NED)           | Fabian Hambüchen · Německo (GER)               | Cou Kchaj · Čína (CHN)                                 |
| LOH 2016  | Fabian Hambüchen · Německo (GER)             | Danell Leyva · Spojené státy americké (USA)    | Nile Wilson · Velká Británie (GBR)                     |
| LOH 2020  | Daiki Hašimoto · Japonsko (JPN)              | Tin Srbić · Chorvatsko (CRO)                   | Nikita Nagorny · Sportovci ROV (ROC)                   |
| LOH 2024  | Šinnosuke Oka · Japonsko (JPN)               | Ángel Barajas · Kolumbie (COL)                 | Čang Po-cheng · Čína (CHN)                             |
| LOH 2024  | Šinnosuke Oka · Japonsko (JPN)               | Ángel Barajas · Kolumbie (COL)                 | Tchang Čchia-chung · Tchaj-wan (TPE)                   |

## Prostná
| Rok      | Zlato                                                  | Stříbro                                  | Bronz                                        |
| -------- | ------------------------------------------------------ | ---------------------------------------- | -------------------------------------------- |
| LOH 1932 | István Pelle · Maďarsko (HUN)                          | Georges Miez · Švýcarsko (SUI)           | Mario Lertora · Itálie (ITA)                 |
| LOH 1936 | Georges Miez · Švýcarsko (SUI)                         | Josef Walter · Švýcarsko (SUI)           | Konrad Frey · Německo (GER)                  |
| LOH 1936 | Georges Miez · Švýcarsko (SUI)                         | Josef Walter · Švýcarsko (SUI)           | Eugen Mack · Švýcarsko (SUI)                 |
| LOH 1948 | Ferenc Pataki · Maďarsko (HUN)                         | János Mogyorósi-Klencs · Maďarsko (HUN)  | Zdeněk Růžička · Československo (TCH)        |
| LOH 1952 | William Thoresson · Švédsko (SWE)                      | Jerzy Jokiel · Polsko (POL)              | nebyla udělena                               |
| LOH 1952 | William Thoresson · Švédsko (SWE)                      | Tadao Uesako · Japonsko (JPN)            | nebyla udělena                               |
| LOH 1956 | Valentin Muratov · Sovětský svaz (URS)                 | Nobujuki Aihara · Japonsko (JPN)         | nebyla udělena                               |
| LOH 1956 | Valentin Muratov · Sovětský svaz (URS)                 | Viktor Čukarin · Sovětský svaz (URS)     | nebyla udělena                               |
| LOH 1956 | Valentin Muratov · Sovětský svaz (URS)                 | William Thoresson · Švédsko (SWE)        | nebyla udělena                               |
| LOH 1960 | Nobujuki Aihara · Japonsko (JPN)                       | Jurij Titov · Sovětský svaz (URS)        | Franco Menichelli · Itálie (ITA)             |
| LOH 1964 | Franco Menichelli · Itálie (ITA)                       | Jukio Endó · Japonsko (JPN)              | nebyla udělena                               |
| LOH 1964 | Franco Menichelli · Itálie (ITA)                       | Viktor Lisitzky · Sovětský svaz (URS)    | nebyla udělena                               |
| LOH 1968 | Sawao Kató · Japonsko (JPN)                            | Akinori Nakajama · Japonsko (JPN)        | Takeshi Kato · Japonsko (JPN)                |
| LOH 1972 | Nikolaj Andrianov · Sovětský svaz (URS)                | Akinori Nakajama · Japonsko (JPN)        | Shigeru Kasamatsu · Japonsko (JPN)           |
| LOH 1976 | Nikolaj Andrianov · Sovětský svaz (URS)                | Vladimir Marchenko · Sovětský svaz (URS) | Peter Kormann · Spojené státy americké (USA) |
| LOH 1980 | Roland Brückner · Německá demokratická republika (GDR) | Nikolaj Andrianov · Sovětský svaz (URS)  | Alexandr Diťatin · Sovětský svaz (URS)       |
| LOH 1984 | Li Ning · Čína (CHN)                                   | Lou Yun · Čína (CHN)                     | Koji Sotomura · Japonsko (JPN)               |
| LOH 1984 | Li Ning · Čína (CHN)                                   | Lou Yun · Čína (CHN)                     | Philippe Vatuone · Francie (FRA)             |
| LOH 1988 | Sergej Charkov · Sovětský svaz (URS)                   | Vladimir Arťomov · Sovětský svaz (URS)   | Yukio Iketani · Japonsko (JPN)               |
| LOH 1988 | Sergej Charkov · Sovětský svaz (URS)                   | Vladimir Arťomov · Sovětský svaz (URS)   | Lou Yun · Čína (CHN)                         |
| LOH 1992 | Li Siao-šuang · Čína (CHN)                             | Yukio Iketani · Japonsko (JPN)           | nebyla udělena                               |
| LOH 1992 | Li Siao-šuang · Čína (CHN)                             | Grigory Misutin · Sjednocený tým (EUN)   | nebyla udělena                               |
| LOH 1996 | Ioannis Melissanidis · Řecko (GRE)                     | Li Siao-šuang · Čína (CHN)               | Alexej Němov · Rusko (RUS)                   |
| LOH 2000 | Igors Vihrovs · Lotyšsko (LAT)                         | Alexej Němov · Rusko (RUS)               | Jordan Jovčev · Bulharsko (BUL)              |
| LOH 2004 | Kyle Shewfelt · Kanada (CAN)                           | Marian Drăgulescu · Rumunsko (ROU)       | Jordan Jovčev · Bulharsko (BUL)              |
| LOH 2008 | Cou Kchaj · Čína (CHN)                                 | Gervasio Deferr · Španělsko (ESP)        | Anton Golotsutskov · Rusko (RUS)             |
| LOH 2012 | Cou Kchaj · Čína (CHN)                                 | Kóhei Učimura · Japonsko (JPN)           | Denis Abljazin · Rusko (RUS)                 |
| LOH 2016 | Max Whitlock · Velká Británie (GBR)                    | Diego Hypólito · Brazílie (BRA)          | Arthur Mariano · Brazílie (BRA)              |
| LOH 2020 | Artem Dolgopjat · Izrael (ISR)                         | Rayderley Zapata · Španělsko (ESP)       | Xiao Ruoteng · Čína (CHN)                    |
| LOH 2024 | Carlos Yulo · Filipíny (PHI)                           | Artem Dolgopjat · Izrael (ISR)           | Jake Jarman · Velká Británie (GBR)           |

## Bradla
| Rok       | Zlato                                       | Stříbro                                     | Bronz                                                  |
| --------- | ------------------------------------------- | ------------------------------------------- | ------------------------------------------------------ |
| LOH 1896  | Alfred Flatow · Německo (GER)               | Louis Zutter · Švýcarsko (SUI)              | nebyla udělena                                         |
| LOH 1900  | nebylo na programu LOH                      | nebylo na programu LOH                      | nebylo na programu LOH                                 |
| LOH 1904  | George Eyser · Spojené státy americké (USA) | Anton Heida · Spojené státy americké (USA)  | John Duha · Spojené státy americké (USA)               |
| 1908–1920 | nebylo na programu LOH                      | nebylo na programu LOH                      | nebylo na programu LOH                                 |
| LOH 1924  | August Güttinger · Švýcarsko (SUI)          | Robert Pražák · Československo (TCH)        | Giorgio Zampori · Itálie (ITA)                         |
| LOH 1928  | Ladislav Vácha · Československo (TCH)       | Josip Primožič · Jugoslávie (YUG)           | Hermann Hänggi · Švýcarsko (SUI)                       |
| LOH 1932  | Romeo Neri · Itálie (ITA)                   | István Pelle · Maďarsko (HUN)               | Heikki Savolainen · Finsko (FIN)                       |
| LOH 1936  | Konrad Frey · Německo (GER)                 | Michael Reusch · Švýcarsko (SUI)            | Alfred Schwarzmann · Německo (GER)                     |
| LOH 1948  | Michael Reusch · Švýcarsko (SUI)            | Veikko Huhtanen · Finsko (FIN)              | Christian Kipfer · Švýcarsko (SUI)                     |
| LOH 1948  | Michael Reusch · Švýcarsko (SUI)            | Veikko Huhtanen · Finsko (FIN)              | Josef Stalder · Švýcarsko (SUI)                        |
| LOH 1952  | Hans Eugster · Švýcarsko (SUI)              | Viktor Čukarin · Sovětský svaz (URS)        | Josef Stalder · Švýcarsko (SUI)                        |
| LOH 1956  | Viktor Čukarin · Sovětský svaz (URS)        | Masami Kubota · Japonsko (JPN)              | Takaši Ono · Japonsko (JPN)                            |
| LOH 1956  | Viktor Čukarin · Sovětský svaz (URS)        | Masami Kubota · Japonsko (JPN)              | Masao Takemoto · Japonsko (JPN)                        |
| LOH 1960  | Boris Šachlin · Sovětský svaz (URS)         | Giovanni Carminucci · Itálie (ITA)          | Takaši Ono · Japonsko (JPN)                            |
| LOH 1964  | Jukio Endó · Japonsko (JPN)                 | Shuji Tsurumi · Japonsko (JPN)              | Franco Menichelli · Itálie (ITA)                       |
| LOH 1968  | Akinori Nakajama · Japonsko (JPN)           | Michail Voronin · Sovětský svaz (URS)       | Viktor Klimenko · Sovětský svaz (URS)                  |
| LOH 1972  | Sawao Kató · Japonsko (JPN)                 | Shigeru Kasamatsu · Japonsko (JPN)          | Eizo Kenmotsu · Japonsko (JPN)                         |
| LOH 1976  | Sawao Kató · Japonsko (JPN)                 | Nikolaj Andrianov · Sovětský svaz (URS)     | Mitsuo Tsukahara · Japonsko (JPN)                      |
| LOH 1980  | Alexandr Tkačov · Sovětský svaz (URS)       | Alexandr Diťatin · Sovětský svaz (URS)      | Roland Brückner · Německá demokratická republika (GDR) |
| LOH 1984  | Bart Conner · Spojené státy americké (USA)  | Nobuyuki Kajitani · Japonsko (JPN)          | Mitch Gaylord · Spojené státy americké (USA)           |
| LOH 1988  | Vladimir Arťomov · Sovětský svaz (URS)      | Valerij Ljukin · Sovětský svaz (URS)        | Sven Tippelt · Německá demokratická republika (GDR)    |
| LOH 1992  | Vitalij Ščerbo · Sjednocený tým (EUN)       | Li Jing · Čína (CHN)                        | Ihor Korobčynskyj · Sjednocený tým (EUN)               |
| LOH 1992  | Vitalij Ščerbo · Sjednocený tým (EUN)       | Li Jing · Čína (CHN)                        | Guo Linyao · Čína (CHN)                                |
| LOH 1992  | Vitalij Ščerbo · Sjednocený tým (EUN)       | Li Jing · Čína (CHN)                        | Masayuki Matsunaga · Japonsko (JPN)                    |
| LOH 1996  | Rustam Šaripov · Ukrajina (UKR)             | Jair Lynch · Spojené státy americké (USA)   | Vitalij Ščerbo · Bělorusko (BLR)                       |
| LOH 2000  | Li Siao-pcheng · Čína (CHN)                 | Lee Joo-Hyung · Jižní Korea (KOR)           | Alexej Němov · Rusko (RUS)                             |
| LOH 2004  | Valerij Hončarov · Ukrajina (UKR)           | Hiroyuki Tomita · Japonsko (JPN)            | Li Siao-pcheng · Čína (CHN)                            |
| LOH 2008  | Li Siao-pcheng · Čína (CHN)                 | Yoo Won-Chul · Jižní Korea (KOR)            | Anton Fokin · Uzbekistán (UZB)                         |
| LOH 2012  | Feng Če · Čína (CHN)                        | Marcel Nguyen · Německo (GER)               | Hamilton Sabot · Francie (FRA)                         |
| LOH 2016  | Oleh Verňajev · Ukrajina (UKR)              | Danell Leyva · Spojené státy americké (USA) | David Běljavskij · Rusko (RUS)                         |
| LOH 2020  | Cou Ťing-jüan · Čína (CHN)                  | Lukas Dauser · Německo (GER)                | Ferhat Arıcan · Turecko (TUR)                          |
| LOH 2024  | Cou Ťing-jüan · Čína (CHN)                  | Ilja Kovtun · Ukrajina (UKR)                | Šinnosuke Oka · Japonsko (JPN)                         |

## Kůň našíř
| Rok       | Zlato                                       | Stříbro                                     | Bronz                                                  |
| --------- | ------------------------------------------- | ------------------------------------------- | ------------------------------------------------------ |
| LOH 1896  | Louis Zutter · Švýcarsko (SUI)              | Hermann Weingärtner · Německo (GER)         | nebyla udělena                                         |
| LOH 1900  | nebylo na programu LOH                      | nebylo na programu LOH                      | nebylo na programu LOH                                 |
| LOH 1904  | Anton Heida · Spojené státy americké (USA)  | George Eyser · Spojené státy americké (USA) | William Merz · Spojené státy americké (USA)            |
| 1908–1920 | nebylo na programu LOH                      | nebylo na programu LOH                      | nebylo na programu LOH                                 |
| LOH 1924  | Josef Wilhelm · Švýcarsko (SUI)             | Jean Gutweninger · Švýcarsko (SUI)          | Antoine Rebetez · Švýcarsko (SUI)                      |
| LOH 1928  | Hermann Hänggi · Švýcarsko (SUI)            | Georges Miez · Švýcarsko (SUI)              | Heikki Savolainen · Finsko (FIN)                       |
| LOH 1932  | István Pelle · Maďarsko (HUN)               | Omero Bonoli · Itálie (ITA)                 | Frank Haubold · Spojené státy americké (USA)           |
| LOH 1936  | Konrad Frey · Německo (GER)                 | Eugen Mack · Švýcarsko (SUI)                | Albert Bachmann · Švýcarsko (SUI)                      |
| LOH 1948  | Paavo Aaltonen · Finsko (FIN)               | nebyla udělena                              | nebyla udělena                                         |
| LOH 1948  | Veikko Huhtanen · Finsko (FIN)              | nebyla udělena                              | nebyla udělena                                         |
| LOH 1948  | Heikki Savolainen · Finsko (FIN)            | nebyla udělena                              | nebyla udělena                                         |
| LOH 1952  | Viktor Čukarin · Sovětský svaz (URS)        | Yevgeny Korolkov · Sovětský svaz (URS)      | nebyla udělena                                         |
| LOH 1952  | Viktor Čukarin · Sovětský svaz (URS)        | Hrant Šahinjan · Sovětský svaz (URS)        | nebyla udělena                                         |
| LOH 1956  | Boris Šachlin · Sovětský svaz (URS)         | Takaši Ono · Japonsko (JPN)                 | Viktor Čukarin · Sovětský svaz (URS)                   |
| LOH 1960  | Eugen Ekman · Finsko (FIN)                  | nebyla udělena                              | Shuji Tsurumi · Japonsko (JPN)                         |
| LOH 1960  | Boris Šachlin · Sovětský svaz (URS)         | nebyla udělena                              | Shuji Tsurumi · Japonsko (JPN)                         |
| LOH 1964  | Miroslav Cerar · Jugoslávie (YUG)           | Shuji Tsurumi · Japonsko (JPN)              | Yuri Tsapenko · Sovětský svaz (URS)                    |
| LOH 1968  | Miroslav Cerar · Jugoslávie (YUG)           | Olli Laiho · Finsko (FIN)                   | Michail Voronin · Sovětský svaz (URS)                  |
| LOH 1972  | Viktor Klimenko · Sovětský svaz (URS)       | Sawao Kató · Japonsko (JPN)                 | Eizo Kenmotsu · Japonsko (JPN)                         |
| LOH 1976  | Zoltán Magyar · Maďarsko (HUN)              | Eizo Kenmotsu · Japonsko (JPN)              | Nikolaj Andrianov · Sovětský svaz (URS)                |
| LOH 1976  | Zoltán Magyar · Maďarsko (HUN)              | Eizo Kenmotsu · Japonsko (JPN)              | Michael Nikolay · Německá demokratická republika (GDR) |
| LOH 1980  | Zoltán Magyar · Maďarsko (HUN)              | Alexandr Diťatin · Sovětský svaz (URS)      | Michael Nikolay · Německá demokratická republika (GDR) |
| LOH 1984  | Li Ning · Čína (CHN)                        | nebyla udělena                              | Timothy Daggett · Spojené státy americké (USA)         |
| LOH 1984  | Peter Vidmar · Spojené státy americké (USA) | nebyla udělena                              | Timothy Daggett · Spojené státy americké (USA)         |
| LOH 1988  | Dmitrij Bilozerčev · Sovětský svaz (URS)    | nebyla udělena                              | nebyla udělena                                         |
| LOH 1988  | Zsolt Borkai · Maďarsko (HUN)               | nebyla udělena                              | nebyla udělena                                         |
| LOH 1988  | Lubomir Geraskov · Bulharsko (BUL)          | nebyla udělena                              | nebyla udělena                                         |
| LOH 1992  | Pae Gil-Su · Severní Korea (PRK)            | nebyla udělena                              | Andreas Wecker · Německo (GER)                         |
| LOH 1992  | Vitalij Ščerbo · Sjednocený tým (EUN)       | nebyla udělena                              | Andreas Wecker · Německo (GER)                         |
| LOH 1996  | Donghua Li · Švýcarsko (SUI)                | Marius Urzică · Rumunsko (ROU)              | Alexej Němov · Rusko (RUS)                             |
| LOH 2000  | Marius Urzică · Rumunsko (ROU)              | Eric Poujade · Francie (FRA)                | Alexej Němov · Rusko (RUS)                             |
| LOH 2004  | Teng Haibin · Čína (CHN)                    | Marius Urzică · Rumunsko (ROU)              | Takehiro Kashima · Japonsko (JPN)                      |
| LOH 2008  | Xiao Qin · Čína (CHN)                       | Filip Ude · Chorvatsko (CRO)                | Louis Smith · Velká Británie (GBR)                     |
| LOH 2012  | Krisztián Berki · Maďarsko (HUN)            | Louis Smith · Velká Británie (GBR)          | Max Whitlock · Velká Británie (GBR)                    |
| LOH 2016  | Max Whitlock · Velká Británie (GBR)         | Louis Smith · Velká Británie (GBR)          | Alexander Naddour · Spojené státy americké (USA)       |
| LOH 2020  | Max Whitlock · Velká Británie (GBR)         | Lee Chih-kai · Tchaj-wan (TPE)              | Kazuma Kaya · Japonsko (JPN)                           |
| LOH 2024  | Rhys McClenaghan · Irsko (IRL)              | Nariman Kurbanov · Kazachstán (KAZ)         | Stephen Nedoroscik · Spojené státy americké (USA)      |

## Kruhy
| Rok       | Zlato                                                  | Stříbro                                     | Bronz                                               |
| --------- | ------------------------------------------------------ | ------------------------------------------- | --------------------------------------------------- |
| LOH 1896  | Ioannis Mitropulos · Řecko (GRE)                       | Hermann Weingärtner · Německo (GER)         | Petros Persakis · Řecko (GRE)                       |
| LOH 1900  | nebylo na programu LOH                                 | nebylo na programu LOH                      | nebylo na programu LOH                              |
| LOH 1904  | Herman Glass · Spojené státy americké (USA)            | William Merz · Spojené státy americké (USA) | Emil Voigt · Spojené státy americké (USA)           |
| 1908–1920 | nebylo na programu LOH                                 | nebylo na programu LOH                      | nebylo na programu LOH                              |
| LOH 1924  | Francesco Martino · Itálie (ITA)                       | Robert Pražák · Československo (TCH)        | Ladislav Vácha · Československo (TCH)               |
| LOH 1928  | Leon Štukelj · Jugoslávie (YUG)                        | Ladislav Vácha · Československo (TCH)       | Emanuel Löffler · Československo (TCH)              |
| LOH 1932  | George Gulack · Spojené státy americké (USA)           | Bill Denton · Spojené státy americké (USA)  | Giovanni Lattuada · Itálie (ITA)                    |
| LOH 1936  | Alois Hudec · Československo (TCH)                     | Leon Štukelj · Jugoslávie (YUG)             | Matthias Volz · Německo (GER)                       |
| LOH 1948  | Karl Frei · Švýcarsko (SUI)                            | Michael Reusch · Švýcarsko (SUI)            | Zdeněk Růžička · Československo (TCH)               |
| LOH 1952  | Hrant Šahinjan · Sovětský svaz (URS)                   | Viktor Čukarin · Sovětský svaz (URS)        | Hans Eugster · Švýcarsko (SUI)                      |
| LOH 1952  | Hrant Šahinjan · Sovětský svaz (URS)                   | Viktor Čukarin · Sovětský svaz (URS)        | Dmitri Leonkin · Sovětský svaz (URS)                |
| LOH 1956  | Albert Azarjan · Sovětský svaz (URS)                   | Valentin Muratov · Sovětský svaz (URS)      | Masao Takemoto · Japonsko (JPN)                     |
| LOH 1956  | Albert Azarjan · Sovětský svaz (URS)                   | Valentin Muratov · Sovětský svaz (URS)      | Masami Kubota · Japonsko (JPN)                      |
| LOH 1960  | Albert Azarjan · Sovětský svaz (URS)                   | Boris Šachlin · Sovětský svaz (URS)         | Velik Kapsazov · Bulharsko (BUL)                    |
| LOH 1960  | Albert Azarjan · Sovětský svaz (URS)                   | Boris Šachlin · Sovětský svaz (URS)         | Takaši Ono · Japonsko (JPN)                         |
| LOH 1964  | Takuji Hayata · Japonsko (JPN)                         | Franco Menichelli · Itálie (ITA)            | Boris Šachlin · Sovětský svaz (URS)                 |
| LOH 1968  | Akinori Nakajama · Japonsko (JPN)                      | Michail Voronin · Sovětský svaz (URS)       | Sawao Kató · Japonsko (JPN)                         |
| LOH 1972  | Akinori Nakajama · Japonsko (JPN)                      | Michail Voronin · Sovětský svaz (URS)       | Mitsuo Tsukahara · Japonsko (JPN)                   |
| LOH 1976  | Nikolaj Andrianov · Sovětský svaz (URS)                | Alexandr Diťatin · Sovětský svaz (URS)      | Danuţ Grecu · Rumunsko (ROU)                        |
| LOH 1980  | Alexandr Diťatin · Sovětský svaz (URS)                 | Alexandr Tkačov · Sovětský svaz (URS)       | Jiří Tabák · Československo (TCH)                   |
| LOH 1984  | Koji Gushiken · Japonsko (JPN)                         | nebyla udělena                              | Mitch Gaylord · Spojené státy americké (USA)        |
| LOH 1984  | Li Ning · Čína (CHN)                                   | nebyla udělena                              | Mitch Gaylord · Spojené státy americké (USA)        |
| LOH 1988  | Holger Behrendt · Německá demokratická republika (GDR) | nebyla udělena                              | Sven Tippelt · Německá demokratická republika (GDR) |
| LOH 1988  | Holger Behrendt · Německá demokratická republika (GDR) | nebyla udělena                              | Dmitrij Bilozerčev · Sovětský svaz (URS)            |
| LOH 1992  | Vitalij Ščerbo · Sjednocený tým (EUN)                  | Li Jing · Čína (CHN)                        | Andreas Wecker · Německo (GER)                      |
| LOH 1996  | Jury Chechi · Itálie (ITA)                             | Dan Burincă · Rumunsko (ROU)                | nebyla udělena                                      |
| LOH 1996  | Jury Chechi · Itálie (ITA)                             | Szilveszter Csollány · Maďarsko (HUN)       | nebyla udělena                                      |
| LOH 2000  | Szilveszter Csollány · Maďarsko (HUN)                  | Dimosthenis Tampakos · Řecko (GRE)          | Jordan Jovčev · Bulharsko (BUL)                     |
| LOH 2004  | Dimosthenis Tampakos · Řecko (GRE)                     | Jordan Jovčev · Bulharsko (BUL)             | Jury Chechi · Itálie (ITA)                          |
| LOH 2008  | Čchen I-ping · Čína (CHN)                              | Jang Wej · Čína (CHN)                       | Oleksandr Vorobiov · Ukrajina (UKR)                 |
| LOH 2012  | Arthur Zanetti · Brazílie (BRA)                        | Čchen I-ping · Čína (CHN)                   | Matteo Morandi · Itálie (ITA)                       |
| LOH 2016  | Eleftherios Petrunias · Řecko (GRE)                    | Arthur Zanetti · Brazílie (BRA)             | Denis Abljazin · Rusko (RUS)                        |
| LOH 2020  | Liou Jang · Čína (CHN)                                 | Jou Chao · Čína (CHN)                       | Eleftherios Petrunias · Řecko (GRE)                 |
| LOH 2024  | Liou Jang · Čína (CHN)                                 | Cou Ťing-jüan · Čína (CHN)                  | Eleftherios Petrunias · Řecko (GRE)                 |

## Přeskok
| Rok       | Zlato                                              | Stříbro                                             | Bronz                                                  |
| --------- | -------------------------------------------------- | --------------------------------------------------- | ------------------------------------------------------ |
| LOH 1896  | Carl Schuhmann · Německo (GER)                     | Louis Zutter · Švýcarsko (SUI)                      | Hermann Weingärtner · Německo (GER)                    |
| LOH 1900  | nebylo na programu LOH                             | nebylo na programu LOH                              | nebylo na programu LOH                                 |
| LOH 1904  | George Eyser · Spojené státy americké (USA)        | Anton Heida · Spojené státy americké (USA)          | William Merz · Spojené státy americké (USA)            |
| 1908–1920 | nebylo na programu LOH                             | nebylo na programu LOH                              | nebylo na programu LOH                                 |
| LOH 1924  | Frank Kriz · Spojené státy americké (USA)          | Jan Koutný · Československo (TCH)                   | Bohumil Mořkovský · Československo (TCH)               |
| LOH 1928  | Eugen Mack · Švýcarsko (SUI)                       | Emanuel Löffler · Československo (TCH)              | Stane Derganc · Jugoslávie (YUG)                       |
| LOH 1932  | Savino Guglielmetti · Itálie (ITA)                 | Al Jochim · Spojené státy americké (USA)            | Ed Carmichael · Spojené státy americké (USA)           |
| LOH 1936  | Alfred Schwarzmann · Německo (GER)                 | Eugen Mack · Švýcarsko (SUI)                        | Matthias Volz · Německo (GER)                          |
| LOH 1948  | Paavo Aaltonen · Finsko (FIN)                      | Olavi Rove · Finsko (FIN)                           | János Mogyorósi-Klencs · Maďarsko (HUN)                |
| LOH 1948  | Paavo Aaltonen · Finsko (FIN)                      | Olavi Rove · Finsko (FIN)                           | Ferenc Pataki · Maďarsko (HUN)                         |
| LOH 1948  | Paavo Aaltonen · Finsko (FIN)                      | Olavi Rove · Finsko (FIN)                           | Leo Sotorník · Československo (TCH)                    |
| LOH 1952  | Viktor Čukarin · Sovětský svaz (URS)               | Masao Takemoto · Japonsko (JPN)                     | Takaši Ono · Japonsko (JPN)                            |
| LOH 1952  | Viktor Čukarin · Sovětský svaz (URS)               | Masao Takemoto · Japonsko (JPN)                     | Tadao Uesako · Japonsko (JPN)                          |
| LOH 1956  | Helmut Bantz · Tým sjednoceného Německa (EUA)      | nebyla udělena                                      | Jurij Titov · Sovětský svaz (URS)                      |
| LOH 1956  | Valentin Muratov · Sovětský svaz (URS)             | nebyla udělena                                      | Jurij Titov · Sovětský svaz (URS)                      |
| LOH 1960  | Takaši Ono · Japonsko (JPN)                        | nebyla udělena                                      | Vladimir Portnoi · Sovětský svaz (URS)                 |
| LOH 1960  | Boris Šachlin · Sovětský svaz (URS)                | nebyla udělena                                      | Vladimir Portnoi · Sovětský svaz (URS)                 |
| LOH 1964  | Haruhiro Jamašita · Japonsko (JPN)                 | Viktor Lisitsky · Sovětský svaz (URS)               | Hannu Rantakari · Finsko (FIN)                         |
| LOH 1968  | Michail Voronin · Sovětský svaz (URS)              | Jukio Endó · Japonsko (JPN)                         | Sergej Diomidov · Sovětský svaz (URS)                  |
| LOH 1972  | Klaus Köste · Německá demokratická republika (GDR) | Viktor Klimenko · Sovětský svaz (URS)               | Nikolaj Andrianov · Sovětský svaz (URS)                |
| LOH 1976  | Nikolaj Andrianov · Sovětský svaz (URS)            | Mitsuo Tsukahara · Japonsko (JPN)                   | Hiroshi Kajiyama · Japonsko (JPN)                      |
| LOH 1980  | Nikolaj Andrianov · Sovětský svaz (URS)            | Alexandr Diťatin · Sovětský svaz (URS)              | Roland Brückner · Německá demokratická republika (GDR) |
| LOH 1984  | Lou Yun · Čína (CHN)                               | Mitch Gaylord · Spojené státy americké (USA)        | nebyla udělena                                         |
| LOH 1984  | Lou Yun · Čína (CHN)                               | Koji Gushiken · Japonsko (JPN)                      | nebyla udělena                                         |
| LOH 1984  | Lou Yun · Čína (CHN)                               | Li Ning · Čína (CHN)                                | nebyla udělena                                         |
| LOH 1984  | Lou Yun · Čína (CHN)                               | Shinji Morisue · Japonsko (JPN)                     | nebyla udělena                                         |
| LOH 1988  | Lou Yun · Čína (CHN)                               | Sylvio Kroll · Německá demokratická republika (GDR) | Park Jong-Hoon · Jižní Korea (KOR)                     |
| LOH 1992  | Vitalij Ščerbo · Sjednocený tým (EUN)              | Grigory Misutin · Sjednocený tým (EUN)              | Yoo Ok Ryul · Jižní Korea (KOR)                        |
| LOH 1996  | Alexej Němov · Rusko (RUS)                         | Yeo Hong-Chul · Jižní Korea (KOR)                   | Vitalij Ščerbo · Bělorusko (BLR)                       |
| LOH 2000  | Gervasio Deferr · Španělsko (ESP)                  | Alexej Bondarenko · Rusko (RUS)                     | Leszek Blanik · Polsko (POL)                           |
| LOH 2004  | Gervasio Deferr · Španělsko (ESP)                  | Jevgēņijs Saproņenko · Lotyšsko (LAT)               | Marian Drăgulescu · Rumunsko (ROU)                     |
| LOH 2008  | Leszek Blanik · Polsko (POL)                       | Thomas Bouhail · Francie (FRA)                      | Anton Golotsutskov · Rusko (RUS)                       |
| LOH 2012  | Yang Hak-Seon · Jižní Korea (KOR)                  | Denis Abljazin · Rusko (RUS)                        | Igor Radivilov · Ukrajina (UKR)                        |
| LOH 2016  | Ri Se-gwang · Severní Korea (PRK)                  | Denis Abljazin · Rusko (RUS)                        | Kenzō Shirai · Japonsko (JPN)                          |
| LOH 2020  | Sin Ča-hwan · Jižní Korea (KOR)                    | Denis Abljazin · Sportovci ROV (ROC)                | Artur Davtjan · Arménie (ARM)                          |
| LOH 2024  | Carlos Yulo · Filipíny (PHI)                       | Artur Davtjan · Arménie (ARM)                       | Harry Hepworth · Velká Británie (GBR)                  |

## Družstva
| Rok      | Zlato | Stříbro | Bronz |
| -------- | --- | --- | --- |
| LOH 1904 | Spojené státy americké (USA) · John Grieb · Anton Heida · Max Hess · Philip Kassel · Julius Lenhart · Ernst Reckeweg | Spojené státy americké (USA) · Emil Beyer · John Bissinger · Arthur Rosenkampff · Julian Schmitz · Otto Steffen · Max Wolf | Spojené státy americké (USA) · John Duha · Charles Krause · George Mayer · Robert Maysack · Philip Schuster · Edward Siegler |
| LOH 1908 | Švédsko (SWE) · Gösta Åsbrink · Carl Bertilsson · Hjalmar Cedercrona · Andreas Cervin · Rudolf Degermark · Carl Folcker · Sven Forssman · Erik Granfelt · Carl Hårleman · Nils Hellsten · Gunnar Höjer · Arvid Holmberg · Carl Holmberg · Oswald Holmberg · Hugo Jahnke · John Jarlén · Gustaf Johnsson · Rolf Johnsson · Nils von Kantzow · Sven Landberg · Olle Lanner · Axel Ljung · Osvald Moberg · Carl Martin Norberg · Erik Norberg · Tor Norberg · Axel Norling · Daniel Norling · Gösta Olson · Leonard Peterson · Sven Rosén · Gustaf Rosenquist · Axel Sjöblom · Birger Sörvik · Haakon Sörvik · Karl Johan Svensson · Karl Gustaf Vinqvist · Nils Widforss | Norsko (NOR) · Arthur Amundsen · Carl-Albert Andersen · Otto Authén · Hermann Bohne · Trygve Bøyesen · Oskar Bye · Conrad Carlsrud · Sverre Grøner · Harald Halvorsen · Harald Hansen · Petter Hol · Eugen Ingebretsen · Ole Iversen · Per Mathias Jespersen · Sigge Johannessen · Nicolai Kiær · Carl Klæth · Thor Larsen · Rolf Lefdahl · Hans Lem · Anders Moen · Frithjof Olsen · Carl Alfred Pedersen · Paul Pedersen · Sigvard Sivertsen · John Skrataas · Harald Smedvik · Andreas Strand · Olaf Syvertsen · Thomas Thorstensen | Finsko (FIN) · Eino Forsström · Otto Granström · Johan Kemp · Iivari Kyykoski · Heikki Lehmusto · John Lindroth · Yrjö Linko · Edvard Linna · Matti Markkanen · Kaarlo Mikkolainen · Veli Nieminen · Kaarlo Kustaa Paasia · Arvi Pohjanpää · Aarne Pohjonen · Eino Railio · Heikki Riipinen · Arno Saarinen · Einar Werner Sahlstein · Aarne Salovaara · Karl Sandelin · Elis Sipilä · Viktor Smeds · Kaarlo Soinio · Kurt Enoch Stenberg · Väinö Tiiri · Karl Magnus Wegelius |
| LOH 1912 | Itálie (ITA) · Pietro Bianchi · Guido Boni · Alberto Braglia · Giuseppe Domenichelli · Carlo Fregosi · Alfredo Gollini · Francesco Loi · Luigi Maiocco · Giovanni Mangiante · Lorenzo Mangiante · Serafino Mazzarochi · Guido Romano · Paolo Salvi · Luciano Savorini · Adolfo Tunesi · Giorgio Zampori · Umberto Zanolini · Angelo Zorzi | Maďarsko (HUN) · József Bittenbinder · Imre Erdődy · Samu Fóti · Imre Gellért · Győző Haberfeld · Ottó Hellmich · István Herczeg · József Keresztessy · Lajos Kmetykó · János Krizmanich · Elemér Pászti · Árpád Pédery · Jenõ Rittich · Ferenc Szüts · Ödön Téry · Géza Tuli | Velká Británie (GBR) · Albert Betts · William Cowhig · Sidney Cross · Harold Dickason · Herbert Drury · Bernard Franklin · Leonard Hanson · Samuel Hodgetts · Charles Luck · William MacKune · Ronald McLean · Alfred Messenger · Henry Oberholzer · Edward Pepper · Edward Potts · Reginald Potts · George Ross · Charles Simmons · Arthur Southern · William Titt · Charles Vigurs · Samuel Walker · John Whitaker                                                           |
| LOH 1920 | Itálie (ITA) · Arnaldo Andreoli · Ettore Bellotto · Pietro Bianchi · Fernando Bonatti · Luigi Cambiaso · Luigi Contessi · Carlo Costigliolo · Luigi Costigliolo · Giuseppe Domenichelli · Roberto Ferrari · Carlo Fregosi · Romualdo Ghiglione · Ambrogio Levati · Francesco Loi · Vittorio Lucchetti · Luigi Maiocco · Ferdinando Mandrini · Lorenzo Mangiante · Antonio Marovelli · Michele Mastromarino · Giuseppe Paris · Manlio Pastorini · Ezio Roselli · Paolo Salvi · Giovanni Tubino · Giorgio Zampori · Angelo Zorzi | Belgie (BEL) · Eugenius Auwerkerken · Théophile Bauer · François Claessens · Augustus Cootmans · Frans Gibens · Albert Haepers · Domien Jacob · Félicien Kempeneers · Jules Labéeu · Hubert Lafortune · Auguste Landrieu · Charles Lannie · Constant Loriot · Nicolaas Moerloos · Ferdinand Minnaert · Louis Stoop · Jean Van Guysse · Alphonse Van Mele · François Verboven · Jean Verboven · Julien Verdonck · Joseph Verstraeten · Georges Vivex · Julianus Wagemans                                                                | Francie (FRA) · Georges Berger · Émile Bouchès · René Boulanger · Alfred Buyenne · Eugène Cordonnier · Léon Delsarte · Lucien Démanet · Paul Durin · Georges Duvant · Fernand Fauconnier · Arthur Hermann · Albert Hersoy · André Higelin · Auguste Hoël · Louis Kempe · Georges Lagouge · Paulin Lemaire · Ernest Lespinasse · Émile Martel · Jules Pirard · Eugène Pollet · Georges Thurnherr · Marco Torrès · François Walker · Julien Wartelle · Paul Wartelle             |
| LOH 1924 | Itálie (ITA) · Luigi Cambiaso · Mario Lertora · Vittorio Lucchetti · Luigi Maiocco · Ferdinando Mandrini · Francesco Martino · Giuseppe Paris · Giorgio Zampori | Francie (FRA) · Eugène Cordonnier · Léon Delsarte · François Gangloff · Jean Gounot · Arthur Hermann · André Higelin · Joseph Huber · Albert Séguin | Švýcarsko (SUI) · Hans Grieder · August Güttinger · Jean Gutweninger · Georges Miez · Otto Pfister · Antoine Rebetez · Carl Widmer · Josef Wilhelm |
| LOH 1928 | Švýcarsko (SUI) · Hans Grieder · August Güttinger · Hermann Hänggi · Eugen Mack · Georges Miez · Otto Pfister · Eduard Steinemann · Melchior Wezel | Československo (TCH) · Josef Effenberger · Jan Gajdoš · Jan Koutný · Emanuel Löffler · Bedřich Šupčík · Ladislav Tikal · Ladislav Vácha · Václav Veselý | Jugoslávie (YUG) · Eduard Antonijevič · Dragutin Cioti · Stane Derganc · Boris Gregorka · Anton Malej · Ivan Porenta · Josip Primožič · Leon Štukelj |
| LOH 1932 | Itálie (ITA) · Oreste Capuzzo · Savino Guglielmetti · Mario Lertora · Romeo Neri · Franco Tognini | Spojené státy americké (USA) · Frank Haubold · Frank Cumiskey · Al Jochim · Fred Meyer · Michael Schuler | Finsko (FIN) · Mauri Nyberg-Noroma · Ilmari Pakarinen · Heikki Savolainen · Einari Teräsvirta · Martti Uosikkinen |
| LOH 1936 | Německo (GER) · Franz Beckert · Konrad Frey · Alfred Schwarzmann · Willi Stadel · Inno Stangl · Walter Steffens · Matthias Volz · Ernst Winter | Švýcarsko (SUI) · Walter Bach · Albert Bachmann · Walter Beck · Eugen Mack · Georges Miez · Michael Reusch · Eduard Steinemann · Josef Walter | Finsko (FIN) · Mauri Nyberg-Noroma · Veikko Pakarinen · Aleksanteri Saarvala · Heikki Savolainen · Esa Seeste · Einari Teräsvirta · Eino Tukiainen · Martti Uosikkinen |
| LOH 1948 | Finsko (FIN) · Paavo Aaltonen · Veikko Huhtanen · Kalevi Laitinen · Olavi Rove · Aleksanteri Saarvala · Sulo Salmi · Heikki Savolainen · Einari Teräsvirta | Švýcarsko (SUI) · Karl Frei · Christian Kipfer · Walter Lehmann · Robert Lucy · Michael Reusch · Josef Stalder · Emil Studer · Melchior Thalmann | Maďarsko (HUN) · László Baranyai · Jozsef Fekete · Gyözö Mogyorosi · János Mogyorósi-Klencs · Ferenc Pataki · Lajos Sántha · Lajos Tóth · Ferenc Várkõi |
| LOH 1952 | Sovětský svaz (URS) · Vladimir Beljakov · Iosif Berdijev · Viktor Čukarin · Jevgenij Korolkov · Dmitrij Leonkin · Valentin Muratov · Michail Perlman · Hrant Šahinjan | Švýcarsko (SUI) · Hans Eugster · Ernst Fivian · Ernst Gebedinger · Jack Günthard · Hans Schwarzentruber · Josef Stalder · Melchior Thalmann · Jean Tschabold | Finsko (FIN) · Paavo Aaltanen · Kalevi Laitinen · Onni Lappalainen · Kaino Lempinen · Berndt Lindfors · Olavi Rove · Heikki Savolainen · Kalevi Viskari |
| LOH 1956 | Sovětský svaz (URS) · Albert Azarjan · Viktor Čukarin · Valentin Muratov · Boris Šachlin · Pavel Stolbov · Jurij Titov | Japonsko (JPN) · Nobujuki Aihara · Akira Kóno · Masami Kubota · Takaši Ono · Masao Takemoto · Šindži Cukawaki | Finsko (FIN) · Raime Heinonen · Olavi Laimuvirta · Onni Lappalainen · Berndt Lindfors · Martti Mansikka · Kalevi Suciemi |
| LOH 1960 | Japonsko (JPN) · Nobujuki Aihara · Jukio Endó · Takaši Micukuri · Takaši Ono · Masao Takemoto · Šúdži Curumi | Sovětský svaz (URS) · Albert Azarjan · Valerij Kerdemilidi · Nikolaj Miligulo · Vladimir Portnoj · Boris Šachlin · Jurij Titov | Itálie (ITA) · Giovanni Carminucci · Pasquale Carminucci · Gianfranco Marzolla · Franco Menichelli · Orlando Polmonari · Angelo Vicardi |
| LOH 1964 | Japonsko (JPN) · Jukio Endó · Takudži Hajata · Takaši Micukuri · Takaši Ono · Šúdži Curumi · Haruhiro Jamašita | Sovětský svaz (URS) · Sergej Diomidov · Viktor Leonťjev · Viktor Lisickij · Boris Šachlin · Jurij Titov · Jurij Capenko | Tým sjednoceného Německa (EUA) · Siegfried Fülle · Philipp Fürst · Erwin Koppe · Klaus Köste · Günter Lyhs · Peter Weber |
| LOH 1968 | Japonsko (JPN) · Jukio Endó · Sawao Kató · Takeši Kató · Eizó Kenmocu · Akinori Nakajama · Micuo Cukahara | Sovětský svaz (URS) · Sergej Diomidov · Valerij Iljinych · Valerij Karasjov · Viktor Klimenko · Viktor Lisickij · Michail Voronin | Německá demokratická republika (GDR) · Gunter Beier · Matthias Brehme · Gerhard Dietrich · Siegfried Fulle · Klaus Köste · Peter Weber |
| LOH 1972 | Japonsko (JPN) · Šigeru Kasamacu · Sawao Kató · Eizó Kenmocu · Akinori Nakajama · Teruiči Okamura · Micuo Cukahara | Sovětský svaz (URS) · Nikolaj Andrianov · Viktor Klimenko · Alexandr Malejev · Edvard Mikaeljan · Vladimir Ščukin · Michail Voronin | Německá demokratická republika (GDR) · Matthias Brehme · Wolfgang Klotz · Klaus Köste · Jürgen Paeke · Reinhard Rychly · Wolfgang Thune |
| LOH 1976 | Japonsko (JPN) · Šun Fudžimoto · Hisato Igaraši · Hiroši Kadžijama · Sawao Kató · Eizó Kenmocu · Micuo Cukahara | Sovětský svaz (URS) · Nikolaj Andrianov · Alexandr Diťatin · Gennadij Krysin · Vladimir Marčenko · Vladimir Markelov · Vladimir Tichonov | Německá demokratická republika (GDR) · Roland Brückner · Rainer Hanschke · Bernd Jager · Wolfgang Klotz · Lutz Mack · Michael Nikolay |
| LOH 1980 | Sovětský svaz (URS) · Nikolaj Andrianov · Eduard Azarjan · Alexandr Diťatin · Bogdan Makuc · Vladimir Markelov · Alexandr Tkačov | Německá demokratická republika (GDR) · Ralf-Peter Hemmann · Lutz Hoffmann · Lutz Mack · Michael Nikolay · Andreas Bronst · Roland Brückner | Maďarsko (HUN) · Ferenc Donath · Gyorgy Guczoghy · Zoltan Kelemen · Peter Kovacs · Zoltán Magyar · Istvan Vamos |
| LOH 1984 | Spojené státy americké (USA) · Bart Conner · Timothy Daggett · Mitchell Gaylord · James Hartung · Scott Johnson · Peter Vidmar | Čína (CHN) · Li Ning · Li Siao-pching · Li Jüe-ťiou · Lou Jün · Tchung Fej · Sü Č'-čchiang | Japonsko (JPN) · Kódži Gušiken · Noritoši Hirata · Nobujuki Kadžitani · Šindži Morisue · Kódži Sotomura · Kjódži Jamawaki |
| LOH 1988 | Sovětský svaz (URS) · Vladimir Arťomov · Dmitrij Bilozerčev · Vladimir Gogoladze · Sergej Charkov · Valerij Ljukin · Vladimir Novikov | Německá demokratická republika (GDR) · Holger Behrendt · Ralf Buechner · Ulf Hoffmann · Sylvio Kroll · Sven Tippelt · Andreas Wecker | Japonsko (JPN) · Jukio Iketani · Hirojuki Koniši · Kóiči Mizušima · Daisuke Nišikawa · Tošiharu Sató · Takahiro Jameda |
| LOH 1992 | Sjednocený tým (EUN) · Valeriji Belenkij · Ihor Korobčynskyj · Grigorij Misjutin · Vitalij Ščerbo · Rustam Šaripov · Alexej Voropajev | Čína (CHN) · Kuo Lin-jao · Li Čchun-jang · Li Ta-šuang · Li Ke · Li Ťing · Li Siao-šuang | Japonsko (JPN) · Jutaka Aihara · Takaši Činen · Jošiaki Hatakeda · Jukio Iketani · Masajuki Macunaga · Daisuke Nišikawa |
| LOH 1996 | Rusko (RUS) · Sergej Charkov · Nikolaj Krjukov · Alexej Němov · Yevgeni Podgorny · Dmitri Trush · Dmitri Vasilenko · Alexej Voropajev | Čína (CHN) · Fan Bin · Fan Hongbin · Huang Huadong · Huang Liping · Li Siao-šuang · Shen Jian · Zhang Jinjing | Ukrajina (UKR) · Ihor Korobčynskyj · Oleg Kosiak · Grigory Misutin · Vladimir Shamenko · Rustam Šaripov · Oleksandr Svetlichny · Jurij Jermakov |
| LOH 2000 | Čína (CHN) · Huang Xu · Li Siao-pcheng · Xiao Junfeng · Xing Aowei · Jang Wej · Zheng Lihui | Ukrajina (UKR) · Oleksandr Bereš · Valerij Hončarov · Ruslan Mezentsev · Valeri Pereshkura · Oleksandr Svetlichny · Roman Zozulja | Rusko (RUS) · Maxim Aleshin · Alexej Bondarenko · Dmitri Drevin · Nikolaj Krjukov · Alexej Němov · Yevgeni Podgorny |
| LOH 2004 | Japonsko (JPN) · Takehiro Kashima · Hisashi Mizutori · Daisuke Nakano · Hiroyuki Tomita · Naoya Tsukahara · Isao Yoneda | Spojené státy americké (USA) · Jason Gatson · Morgan Hamm · Paul Hamm · Brett McClure · Blaine Wilson · Guard Young | Rumunsko (ROU) · Marian Drăgulescu · Ilie Daniel Popescu · Dan Nicolae Potra · Răzvan Dorin Şelariu · Ioan Silviu Suciu · Marius Urzică |
| LOH 2008 | Čína (CHN) · Chen Yibing · Huang Xu · Li Siao-pcheng · Xiao Qin · Jang Wej · Cou Kchaj | Japonsko (JPN) · Takehiro Kashima · Takuya Nakase · Makoto Okiguchi · Koki Sakamoto · Hiroyuki Tomita · Kóhei Učimura | Spojené státy americké (USA) · Alexander Artemev · Raj Bhavsar · Joe Hagerty · Jonathan Horton · Justin Spring · Kai Wen Tan |
| LOH 2012 | Čína (CHN) · Chen Yibing · Feng Zhe · Guo Weiyang · Zhang Chenglong · Cou Kchaj | Japonsko (JPN) · Ryohei Kato · Kazuhito Tanaka · Yusuke Tanaka · Kóhei Učimura · Koji Yamamuro | Velká Británie (GBR) · Sam Oldham · Daniel Purvis · Louis Smith · Kristian Thomas · Max Whitlock |
| LOH 2016 | Japonsko (JPN) · Kenzō Shirai · Yusuke Tanaka · Koji Yamamuro · Kóhei Učimura · Ryōhei Katō | Rusko (RUS) · Denis Abljazin · David Belyavskiy · Ivan Stretovich · Nikolai Kuksenkov · Nikita Nagornyy | Čína (CHN) · Deng Shudi · Lin Chaopan · Liu Yang · You Hao · Zhang Chenglong |
| LOH 2020 | Sportovci ROV (ROC) · Denis Abljazin · Dawid Beljawski · Artur Dalalojan · Nikita Nagorny | Japonsko (JPN) · Daiki Hašimoto · Kazuma Kaya · Takeru Kitazono · Wataru Tanigawa | Čína (CHN) · Lin Chaopan · Sun Wei · Xiao Ruoteng · Zou Jingyuan] |
| LOH 2024 | Japonsko (JPN) · Daiki Hašimoto · Kazuma Kaja · Šinnosuke Oka · Takaaki Sugino · Wataru Tanigawa | Čína (CHN) · Liou Jang · Su Wej-te · Siao Žuo-tcheng · Čang Po-cheng · Cou Ťing-jüan | Spojené státy americké (USA) · Asher Hong · Paul Juda · Brody Malone · Stephen Nedoroscik · Fred Richard |